# Teresa Lanceta
Teresa Lanceta Aragonés (Barcelona, 1 de julio de 1951) es una artista española que trabaja el textil, la pintura, el vídeo y la escritura. Ha investigado sobre el arte popular textil en Marruecos, el trabajo de las mujeres en la industria tabaquera y la alfombra española del siglo XV.
Premio Nacional de Artes Plásticas 2023.

## Trayectoria
Lanceta se licenció en Historia Moderna y Contemporánea en la Universidad de Barcelona y se doctoró en Historia del Arte en la Universidad Complutense de Madrid. 
En los años 70 empezó a tejer, concibiendo como arte lo que tradicionalmente se había considerado artesanía. Pronto comenzó a interesarse por las mujeres tejedoras, especialmente las marroquíes.
Ha sido profesora en la Escuela Massana de Barcelona entre 2013 y 2020 y actualmente colabora en el proyecto Los oficios del Raval, impulsado por el Museo de Arte Contemporáneo de Barcelona (MACBA), la asociación Diàlegs de dona y el IES Miquel Tarradell. Escribe asiduamente en la revista Concreta.

## Proyectos y exposiciones
Uno de sus primeros proyectos fue La alfombra roja, que exhibió en el Museo Textil y de la Indumentaria de Barcelona en 1989. En el año 2000 expuso en el Museo Reina Sofía de Madrid. La muestra, comisariada por Marie-France Vivier y llamada Tejidos marroquíes, ponía en diálogo piezas de tejedoras de diferentes zonas de ese país con las de Lanceta que trataba de acercarse, reinterpretándolo, al arte textil del Medio-Atlas. Al hilo de esta exposición dijo la artista:

Quizá nos cueste comprender la necesidad de que el objeto útil, como alfombras y tejidos, sea el soporte transmisor del arte en poblaciones de escasos recursos. Quizá también nos cueste captar la creatividad de las técnicas y de los lenguajes ajenos, pero ya no es el momento de que nadie piense qué hace ese "otro" colgado de las paredes del Reina Sofía, sino, más bien, cómo es que no se colgó antes, porque ese "otro", hace tiempo que somos nosotros mismos.

Unos meses después Tejidos Marroquíes se mostró en la Villa des Arts de Casablanca, Marruecos. Ese mismo año se celebró la exposición Tejida abstracción en el  Museo de Arte Moderno de Ibiza y en el Museo de Teruel.
En 2011 presentó Cierre es la respuesta, un documental sobre las trabajadoras de la antigua fábrica de tabacos de Alicante. Sobre el mismo tema publicó dos años después el libro titulado "Mujeres e industria tabaquera en Alicante", que recibió el Premi Bernat Capó de estudios etnográficos.
Con El paso del Ebro, celebrada en la Galería Espacio Mínimo de Madrid en 2015, hacía referencia a un viaje que hacía cada semana de Alicante a Barcelona, ida y vuelta, y en el que cruzaba un río cercano al lugar donde sucedió la Batalla del Ebro el 25 de julio de 1938, un combate especialmente sangriento de la guerra civil española del que Lanceta había oído hablar desde pequeña por familiares que procedían de esa zona. Son cinco tejidos que representan los cinco meses de la batalla, junto a dos series de 115 fotografías, sacadas desde el tren en cada trayecto, por los 115 días de la batalla. El proyecto se acompañaba de un vídeo y una narración dedicada a su tía Teresina.
En el año 2016 presentó en La Casa Encendida Adiós al rombo, otro de sus grandes proyectos. En esta ocasión acudió a las tradiciones textiles de las tejedoras del Medio-Atlas cuyos tejidos, que unen lo cotidiano y lo simbólico, inspiran la muestra. Comisariada por Nuria Enguita, la exposición incluía tapices, pinturas, dibujos, un texto y vídeos realizados a partir de entrevistas con mujeres de la zona o con sus familiares en España. Meses después Adiós al rombo se trasladó al Azkuna Zentroa de Bilbao.
En 2019 volvió a la galería Espacio Mínimo para presentar 'La alfombra española del siglo XV', una treintena de dibujos, pinturas y tapices con los que resignificaba la industria de inspiración y ejecución morisca que había en Albacete, Cuenca y Toledo en ese siglo.
El Museo de Arte Contemporáneo de Barcelona, MACBA, y el Instituto Valenciano de Arte Moderno, IVAM, coprodujeron la exposiciónTeresa Lanceta. Tejer como código abierto en el año 2022, un recorrido por su trayectoria desde los años setenta hasta hoy a través de sus tapices, pinturas, lienzos, escritos, dibujos y vídeos. Esa retrospectiva se programó en el MACBA, del 8 de abril al 11 de septiembre de 2022, y en el IVAM, del 6 de octubre de 2022 al 12 de febrero de 2023.
Lanceta también ha participado en exposiciones colectivas como: De una parte a otra, en Gezira Art Center de El Cairo, Lonja del Pescado de Alicante y Musée d’Angers-Université Le Mirail de Toulouse (2009); How to (…) things that don’t exist en la 31 Bienal de São Paulo (2014); El contrato, en Azkuna Zentroa, Bilbao (2014); La réplica infiel, Centro de Arte Dos de Mayo, Móstoles (2016); 57 Bienal de Venecia (2017); Colección Per amor a l'art. ¿Ornamento=Delito?, Bombas Gens, Valencia (2017-18); Te toca a ti, EACC, Castellón (2018), Aplicación Murillo. Materialismo, Charitas, Populismo, Sevilla (2019); Actually, the Dead Are Not Dead. Bergen Assembly. Bergen, Noruega (2019) y, dentro del mismo ciclo, Una forma de ser, Württembergischer Kunstverein, Stuttgart (2020-21) o Colección XVIII Textil, Centro de Arte 2 de mayo, Móstoles (2020-21)

## Premios y reconocimientos
- Premio Nacional de Artes Plásticas (2023)